# Nefail Piraniqi
Nefail Piraniqi (ur. 18 marca 1940 w Szkodrze, zm. 2 lutego 1996 tamże) – albański aktor.

## Życiorys
Debiutował na scenie amatorskiej w 1958, występując w zespole baletowym, działającym przy Domu Kultury w Szkodrze. W 1964 przeszedł do amatorskiego zespołu teatralnego przy Teatrze Migjeni, kierowanego przez reżyserkę Violetę Sekaj. Jego talent doceniono w 1969, kiedy otrzymał angaż do Teatru Migjeni. Zadebiutował rolą syna w sztuce Çifti i lumtur (Szczęśliwe małżeństwo). W jego dorobku artystycznym znalazło się ponad 70 ról teatralnych.
Na wielkim ekranie zadebiutował w 1979 niewielką rolą Pjetriego w filmie telewizyjnym Ditët që sollën pranverën. Zagrał 13 ról filmowych, w większości drugoplanowych.
Oprócz pracy na scenie pisał artykuły do prasy codziennej (Zëri i Popullit, Jeta e Re, Puna) i do magazynu Humori Shkodran (Humor Szkoderski).

## Role filmowe
- 1979: Ditët që sollën pranverën jako Pjetri
- 1981: Një natë pa dritë jako Zef
- 1982: Qortimet e vjeshtës jako inspektor
- 1982: Flaka e maleve jako konsul czarnogórski
- 1982: Besa e Kuqe jako Bib Ndou
- 1983: Fundi i një gjakmarrjeje jako Tafa
- 1984: Ura dhe Kështjella jako Ali
- 1984: Militanti jako dyrektor więzienia
- 1984: Koha nuk pret jako Shaqir aga
- 1985: Te paftuarit jako Ndreu
- 1987: Vrasje në gjueti jako kierowca